# Cisoide

Construcción general de una cisoide (curva roja) a partir de las curvas verde y azul. A su vez, para cada terna de estas curvas, una de ellas (la verde en este caso) es la cisoide media de las otras dos, y la restante (aquí, la curva azul) es la cisoide suma de las otras dos

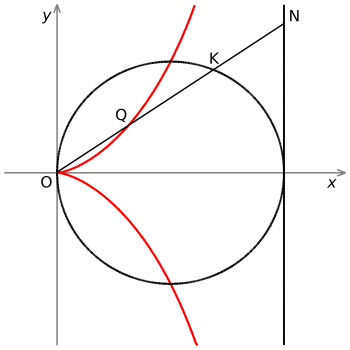
Cisoide de Diocles

Se llama cisoide a la curva generada por la suma, diferencia o semisuma de los vectores de posición de dos curvas dadas.
Sean C1 y C2 dos curvas definidas por las siguientes ecuaciones en coordenadas polares:
{\displaystyle \rho =\rho _{1}(\theta )\,} y {\displaystyle \rho =\rho _{2}(\theta )\,}
Entonces, C1 y C2 generan las tres cisoides de ecuaciones:
{\displaystyle \rho =\rho _{1}(\theta )+\rho _{2}(\theta )\,}
{\displaystyle \rho =\rho _{1}(\theta )-\rho _{2}(\theta )\,}
{\displaystyle \rho ={\frac {\rho _{1}(\theta )+\rho _{2}(\theta )}{2}}\,}
La palabra cisoide proviene del en griego: κισσοειδής, lit. 'forma de hoja de hiedra', de κισσός, 'hiedra' y de -οειδής, 'que se parece a'. Es una referencia al aspecto de la primera de estas curvas descubierta, la cisoide de Diocles, aunque el término cisoide se ha generalizado para designar a cualquier curva construida mediante el mismo procedimiento. 

## Historia
El origen de la cisoide se remonta al matemático griego Diocles, quien ideó la curva posteriormente conocida con su nombre (la cisoide de Diocles) (240-180 a. C.) para solucionar el problema de la duplicación del cubo. El nombre aparece citado por primera vez en el trabajo de Gémino de Rodas, y la atribución de la curva a Diocles figura en los comentarios de una de las obras de Arquímedes, Sobre la esfera y el cilindro. Casi veinte siglos después, los matemáticos franceses Gilles de Roberval (1602-1675) y Pierre de Fermat (1601-1665) profundizaron en sus propiedades, y Christiaan Huygens (1629-1695) y John Wallis (1616-1703) determinaron algunos de sus valores característicos. El concepto generalizado de cisoide procede de aplicar el método de construcción de la cisoide de Diocles a una pareja de curvas cualquiera, idea desarrollada por el matemático checo Karel Zahradnik (1848-1916).

## Generalidades

Construcción de una cisoide

La cisoide es una curva generada a partir de dos curvas dadas denominadas C1 y C2; y un punto O (el polo). Sea L una línea recta variable que pasa por O y que se cruza con C1 en P1 y con C2 en P2. Sea P el punto en L de modo que OP=P1P2 (en realidad, existen dos de estos puntos, pero P se elige de modo esté en el mismo sentido desde O que P2 se halla con respecto a P1. Tales puntos P se definen como la cisoide de las curvas C1 y C2 con respecto al punto O.
Diferentes autores utilizan definiciones ligeramente diferentes pero esencialmente equivalentes. Por ejemplo, P puede definirse como el punto de modo que OP=OP1+OP2. Esto es equivalente a la otra definición si C1 se reemplaza por su reflexión con respecto a O. De igual forma, P puede definirse como el punto medio de P1 y P2; lo que produce la curva generada por la curva anterior escalada por un factor de 1/2.

## Ecuaciones
Si C1 y C2 se dan en coordenadas polares mediante {\displaystyle r=f_{1}(\theta )} y {\displaystyle r=f_{2}(\theta )} respectivamente, entonces la ecuación {\displaystyle r=f_{2}(\theta )-f_{1}(\theta )} describe la cisoide de C1 y C2 en relación con el origen. Sin embargo, debido a que un punto puede representarse de múltiples formas en coordenadas polares, puede haber otras ramas de la curva que tengan una ecuación diferente. Específicamente, si C1 también viene dada por
{\displaystyle r=-f_{1}(\theta +\pi ),\ r=-f_{1}(\theta -\pi ),\ r=f_{1}(\theta +2\pi ),\ r=f_{1}(\theta -2\pi ),\ \dots }.
entonces la cisoide es en realidad la unión de las curvas dadas por las ecuaciones
{\displaystyle r=f_{2}(\theta )-f_{1}(\theta ),\ r=f_{2}(\theta )+f_{1}(\theta +\pi ),\ r=f_{2}(\theta )+f_{1}(\theta -\pi ),\ }
{\displaystyle r=f_{2}(\theta )-f_{1}(\theta +2\pi ),\ r=f_{2}(\theta )-f_{1}(\theta -2\pi ),\ \dots }.
Se puede determinar de forma individual en función de los periodos de f1 y f2 cuál de estas ecuaciones puede eliminarse al estar duplicada.
Por ejemplo, sean C1 y C2 la elipse
{\displaystyle r={\frac {1}{2-\cos \theta }}}.

Elipse en rojo, con sus dos ramas cisoides en negro y azul (el origen)

La primera rama de la cisoide está dada por
{\displaystyle r={\frac {1}{2-\cos \theta }}-{\frac {1}{2-\cos \theta }}=0},
que es simplemente el origen. La elipse también está dada por
{\displaystyle r={\frac {-1}{2+\cos \theta }}},
por lo que una segunda rama de la cisoide viene dada por
{\displaystyle r={\frac {1}{2-\cos \theta }}+{\frac {1}{2+\cos \theta }}}
que es una curva de forma ovalada.
Si C1 y C2 están dadas por las ecuaciones paramétricas
{\displaystyle x=f_{1}(p),\ y=px}
y
{\displaystyle x=f_{2}(p),\ y=px},
entonces la cisoide respecto al origen viene dada por
{\displaystyle x=f_{2}(p)-f_{1}(p),\ y=px}.

## Casos particulares
Cuando C1 es una circunferencia con centro O, entonces la cisoide resultante es la concoide de C2.
Cuando C1 y C2 son líneas rectas paralelas, entonces la cisoide es una tercera recta paralela a las dos rectas dadas.

### Hipérbolas
Sean C1 y C2 dos líneas no paralelas y sea O el origen. Las ecuaciones polares de  C1 y C2 son
{\displaystyle r={\frac {a_{1}}{\cos(\theta -\alpha _{1})}}}
y
{\displaystyle r={\frac {a_{2}}{\cos(\theta -\alpha _{2})}}}.
Por rotación a través del ángulo {\displaystyle (\alpha _{1}-\alpha 2)/2}, se puede asumir que {\displaystyle \alpha _{1}=\alpha ,\ \alpha _{2}=-\alpha }. Entonces la cisoide de C1 y C2 relativa al origen viene dada por
{\displaystyle r={\frac {a_{2}}{\cos(\theta +\alpha )}}-{\frac {a_{1}}{\cos(\theta -\alpha )}}}
{\displaystyle ={\frac {a_{2}\cos(\theta -\alpha )-a_{1}\cos(\theta +\alpha )}{\cos(\theta +\alpha )\cos(\theta -\alpha )}}}
{\displaystyle ={\frac {(a_{2}\cos \alpha -a_{1}\cos \alpha )\cos \theta -(a_{2}\sin \alpha +a_{1}\sin \alpha )\sin \theta }{\cos ^{2}\alpha \ \cos ^{2}\theta -\sin ^{2}\alpha \ \sin ^{2}\theta }}}.
La combinación de constantes da
{\displaystyle r={\frac {b\cos \theta +c\sin \theta }{\cos ^{2}\theta -m^{2}\sin ^{2}\theta }}}
que en coordenadas cartesianas es
{\displaystyle x^{2}-m^{2}y^{2}=bx+cy}.
Esta curva es una hipérbola que pasa por el origen. Entonces, la cisoide de dos líneas no paralelas es una hipérbola que contiene el polo. Una demostración similar permite comprobar que, a la inversa, cualquier hipérbola es la cisoide de dos líneas rectas no paralelas con respecto a cualquiera de sus puntos.

### Cisoides de Zahradnik
Una cisoide de Zahradnik (llamadas así por el matemático checo Karel Zahradnik) se define como la cisoide de una sección cónica y una recta con respecto a cualquier punto de la cónica. Se trata de una amplia familia de curvas cúbicas racionales que contiene varios ejemplos bien conocidos, en particular:
- La trisectriz de Maclaurin dada por

{\displaystyle 2x(x^{2}+y^{2})=a(3x^{2}-y^{2})}
es la cisoide de la circunferencia {\displaystyle (x+a)^{2}+y^{2}=a^{2}} y la línea recta {\displaystyle x={-{a \over 2}}} con respecto al origen.
- La estrofoide

{\displaystyle y^{2}(a+x)=x^{2}(a-x)}
es la cisoide de la circunferencia {\displaystyle (x+a)^{2}+y^{2}=a^{2}} y la línea recta {\displaystyle x=-a} con respecto al origen.
- La cisoide de Diocles

{\displaystyle x(x^{2}+y^{2})+2ay^{2}=0}
es la cisoide de la circunferencia {\displaystyle (x+a)^{2}+y^{2}=a^{2}} y la línea recta {\displaystyle x=-2a} con respecto al origen. Esta es, de hecho, la curva por la que se nombra a la familia, y algunos autores la denominan simplemente como cisoide.
- La cisoide de la circunferencia {\displaystyle (x+a)^{2}+y^{2}=a^{2}} y de la línea recta {\displaystyle x=ka}, donde k es un parámetro, se llama concoide de De Sluze, aunque estas curvas no son en realidad concoides. Esta familia incluye los ejemplos anteriores.

- El folium de Descartes

{\displaystyle x^{3}+y^{3}=3axy}
es la cisoide de la elipse {\displaystyle x^{2}-xy+y^{2}=-a(x+y)} y de la línea recta {\displaystyle x+y=-a} con respecto al origen. Para ver esto, téngase en cuenta que la ecuación de recta se puede escribir como
{\displaystyle x=-{\frac {a}{1+p}},\ y=px}
y la de la elipse se puede escribir en la forma
{\displaystyle x=-{\frac {a(1+p)}{1-p+p^{2}}},\ y=px}.
Entonces, la cisoide viene dada por
{\displaystyle x=-{\frac {a}{1+p}}+{\frac {a(1+p)}{1-p+p^{2}}}={\frac {3ap}{1+p^{3}}},\ y=px}
que es una forma paramétrica del folium.